# Стінна ящірка іспанська
Стінна ящірка іспанська (Podarcis hispanicus) — вид ящірок родини справжніх ящірок (Lacertidae). Один із 28 видів роду. Ендемік Іспанії. Мешканець середземноморських гірських і прилеглих рівнинних ландшафтів. Вид перебуває під охороною Бернської конвенції. Описано 3 підвиди.

## Опис

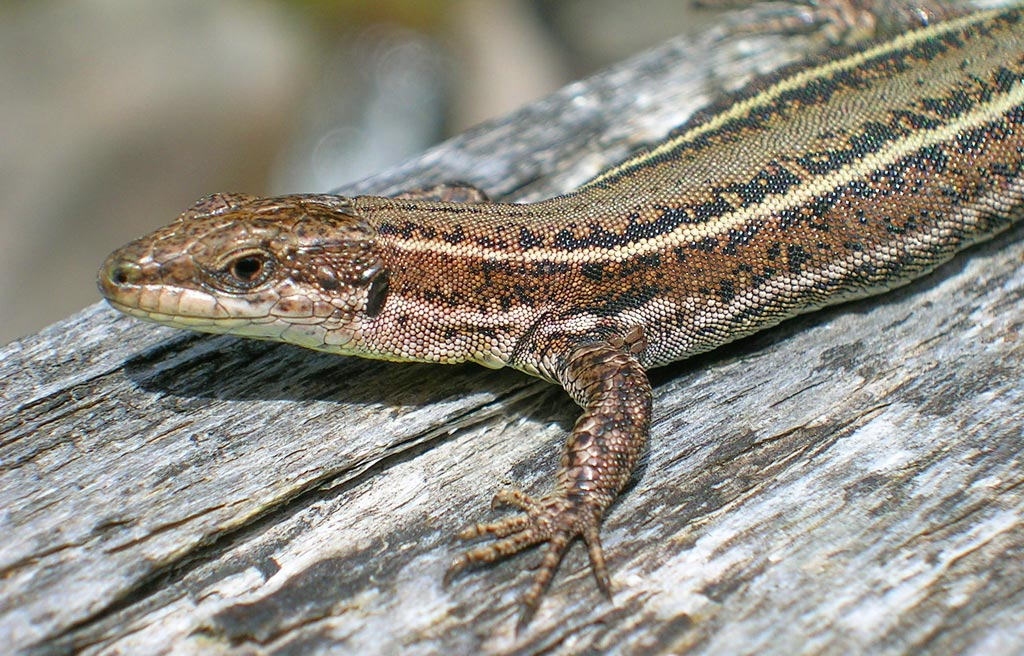

Одна з найменших стінних ящірок, із струнким тілом до 20 см завдовжки (L. + L.cd.). Довжина тіла від кінчика морди до клоаки (L.) до 5—6 см (зазвичай до 5 см). Хвіст (L.cd.) вдвічі  перевищує довжину тулуба з головою. Самці більші за самиць. Голова висока, пірамідальна.
Характерною особливістю забарвлення  стінної ящірки іспанської є відсутність зелених кольорів на спині й відсутність синіх зовнішніх черевних лусок. Хребцева смуга часто роздвоєна (особливо спереду), а спинно-бокові смуги продовжуються на голову.

## Поширення

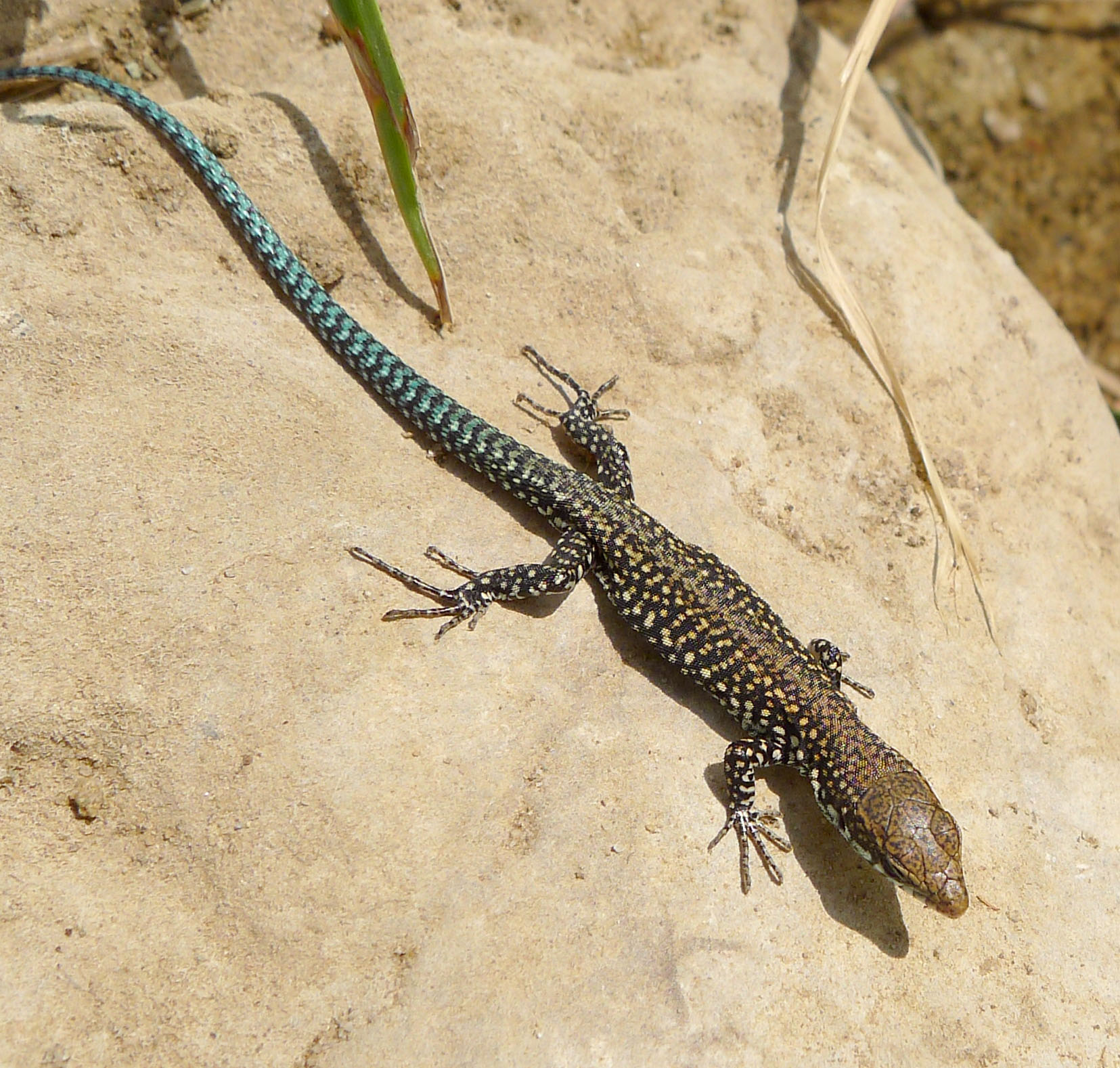
Стінна ящірка іспанська

Ендемік Іспанії. Вид поширений лише на південному сході Іспанії. 

## Особливості біології
Евритопний вид. Населяє різноманітні відкриті середземноморські ландшафти, від рівня моря до середньогір'їв, віддаючи перевагу добре освітленим, помірно сухим ділянкам з низькою рослинністю. Не уникає сільськогосподарських угідь та околиць населених пунктів, де трапляється в садах і виноградниках. У межах ареалу є досить звичайним видом. Ящірки активні з лютого по листопад.
Стінна ящірка іспанська належить до яйцекладних плазунів. В період розмноження самці ревно охороняють свої індивідуальні ділянки, оглядаючи їх із високих предметів. Парування відбувається в березні. Самиці в липні відкладають 2—5 яєць. 
Живиться різноманітними безхребетними. 

## Охорона
Стан більшості природних популяцій виду в межах ареалу залишається більш-менш стабільним. Саме тому він, згідно Червоного списку МСОП, отримав охоронний статус «відносно благополучний вид». Але в окремих регіонах спостерігається тенденція до зниження чисельності популяції виду, що потребує запровадження охоронних заходів. Тому, стінна ящірка іспанська занесена до Додатку ІІІ Бернської конвенції (охоронна категорія: вид підлягає охороні). 

## Систематика
Один із 28 видів роду стінних ящірок (Podarcis).
Нещодавно проведені молекулярно-морфологічні дослідження стінної ящірки іспанської призвели до поділу виду Podarcis hispanicus complex на кілька самостійних видів, які еволюційно виокремились у різний історичний час. Виходячи з морфології, перший вид, який відокремився від комплексу, належав Podarcis bocagei, у тому числі її підвиду P. b. carbonelli. Генетичні дані показали, що самостійним слід вважати також Podarcis carbonelli. Подальші дослідження призвели до виділення 5 додаткових видів, у результаті в межах комплексу було описано всього 7 нових видів, у тому числі Podarcis liolepis, Podarcis guadarramae, Podarcis virescens та Podarcis vaucheri. Крім того, в окремих районах Іспанії поширена стінна ящірка мурова (Podarcis muralis), яка також могла еволюційно впливати на комплекс.
На одній території можуть траплятись представники 2—3 видів комплексу. Тому видова ідентифікація в межах комплексу в польових умовах залишається складною справою. Адже як самиць, так і молодих особин часто важко, якщо не неможливо, розрізнити. Тому герпетологи зосереджують свою увагу на дорослих самцях. Більшість індивідів демонструють високі показники контрастності забарвлення й кольорових візерунків протягом весни та на початку літа, тоді, як восени і взимку самці й самиці можуть виглядати блідими або навіть бути однорідного кольору, що може дуже ускладнювати їх видову ідентифікацію.
Станом на 2024 рік описано 3 підвиди ящірки стінної іспанської:
- Podarcis hispanicus hispanicus;
- Podarcis hispanicus cebennensis;
- Podarcis hispanicus sebastiani.